# Пример Помпею

График некоторой функции Помпею. По графику можно видеть, что производная нулевая во всех точках, где функция принимает рациональное значение из интервала (0;1)

График её производной

Пример Помпею — пример дифференцируемой функции, производная которой (производная Помпею) обращается в ноль на плотном множестве.
В частности, производная Помпею разрывна в любой точке, где она не равна 0.

## История
Вопрос о том, могут ли существовать такие функции, не являющиеся тождественно нулевыми, возник в контексте исследований функциональной дифференцируемости и интегрируемости в начале 1900-х годов.
На этот вопрос утвердительно ответил Димитри Помпейу, построив явный пример.

## Построение
Пусть {\displaystyle {\sqrt[{3}]{x}}} обозначает вещественный кубический корень вещественного числа {\displaystyle x}.
Выберем перечисление рациональных чисел в единичном интервале {\displaystyle q_{1},q_{2},\dots } и положительные числа {\displaystyle a_{1},a_{2},\dots } такие, что 
{\displaystyle a_{1}+a_{2}+\dots <\infty }
Рассмотрим функцию
{\displaystyle g(x):=a_{0}+\sum _{j=1}^{\infty }\,a_{j}{\sqrt[{3}]{x-q_{j}}}.}
Для любого x из [0, 1] каждый член ряда меньше или равна aj по абсолютной величине, так что по признаку Вейерштрасса ряд равномерно сходится к непрерывной строго возрастающей функции g(x).
Более того, оказывается, что функция g дифференцируема, причем
{\displaystyle g'(x):={\frac {1}{3}}\sum _{j=1}^{\infty }{\frac {a_{j}}{\sqrt[{3}]{(x-q_{j})^{2}}}}>0,}
в любой точке, где сумма конечна; кроме того, во всех остальных точках, в частности, в любом из qj, g′(x) := +∞.
Поскольку образ g представляет собой замкнутый ограниченный интервал с левым концом
{\displaystyle g(0)=a_{0}-\sum _{j=1}^{\infty }\,a_{j}{\sqrt[{3}]{q_{j}}},}
с точностью до выбора a0 мы можем считать g(0) = 0 и с точностью до выбора мультипликативного множителя можем считать, что g отображает интервал [0, 1] на себя.
Поскольку g строго возрастает, он инъективен и, следовательно, гомеоморфизм. 
По теореме о дифференцировании обратной функции обратная к ней функция f := g−1 имеет конечную производную в любой точке, которая обращается в нуль по крайней мере в точках {g(qj)}j∈ℕ.
Они образуют плотное подмножество [0, 1] (на самом деле производная обнуляется на большем множестве, см. Свойства).

## Свойства
- Поскольку множество нулей производной любой всюду дифференцируемой функции является G-дельта-множеством, для любой функции Помпею это множество является плотным G-дельта-множеством. В частности, по теореме Бэра оно несчетно.
- Линейная комбинация {\displaystyle a\cdot f+b\cdot g} функций Помпею имеет производную и обращается в нуль на множестве {\displaystyle \{\,x\in \mathbb {R} \mid f'(x)=g'(x)=0\,\}}, которое является плотным G-дельта-множеством. Таким образом, функции Помпею образуют векторное пространство.
- Предельная функция равномерно сходящейся последовательности производных Помпею является производной Помпею. Действительно, это производная по теореме о пределе под знаком производной. Более того, она обращается в нуль на пересечении нулевых множеств функций последовательности: поскольку это плотные G-дельта-множества, нулевое множество предельной функции также плотно.
  - Как следствие, класс E всех ограниченных производных Помпею на интервале [a, b] является замкнутым линейным подпространством банахова пространства всех ограниченных функций относительно равномерного расстояния (следовательно, это банахово пространство).
  - Вышеупомянутая конструкция Помпею положительна, что является редким свойством: теорема Вейля утверждает, что в общем случае производная Помпейу принимает как положительные, так и отрицательные значения в плотных множествах, в точном смысле, что такие функции составляют плотное G-дельта-множество банахова пространство E.